# رود هیکیجی
رود هیکیجی (به لاتین: Hikiji River) یک رود در ژاپن است که در یاماتو، کاناگاوا واقع شده‌است.